# Баскин, Эйно Хиршович
Э́йно Хиршович Ба́скин (эст. Eino Baskin; 17 июня 1929, Таллин, Эстония — 11 марта 2015, Таллин, Эстония) — эстонский и советский театральный актёр и режиссёр, народный артист Эстонской ССР (1988).

## Биография
Родился в Таллине в еврейской семье коммивояжёра Хирша Рахмилевича Баскина (1900—1978) и парикмахера Марии Яковлевны (Эле-Янкелевны) Баскиной (урождённой Рааге; 1905—1984). Со стороны отца семья происходила из Витебской губернии, со стороны матери — из Ковенской. Отец увлекался театром и на протяжении нескольких десятилетий играл в самодеятельном театре таллинского еврейского общества «Бялик» на ул. Карья.
Во время немецкой оккупации Эстонии во время Великой Отечественной войны находился в эвакуации в Челябинской области.
В 1951 году окончил Государственный театральный институт Эстонской ССР. В 1951—1957 годах был актёром Таллинского драматического театра им. Виктора Кингисеппа, в 1958—1961 годах играл на сценах ленинградских театров, в 1961—1964 был артистом разговорного жанра в Государственной филармонии Эстонской ССР. Снимался в кино («На задворках», 1956).

### Арест и суд
В апреле 1963 года опубликовал в еженедельнике «Sirp ja Vasar» статью «Матери и острые предметы», в которой подверг острой критике Государственную филармонию Эстонской ССР. Руководство министерства культуры Эстонской ССР не простило актёру такой дерзости, и в январе 1964 года Баскин был арестован по сфабрикованному делу о распространении материалов порнографического характера. После того, как провёл три месяца в предварительном заключении, в апреле 1964 года был приговорён к шести месяцам лишения свободы по уголовному делу о распространении порнографии. Формальной уликой для возбуждения уголовного дела послужил тот факт, что актёр допустил откровения порнографического содержания в переписке с любимой женщиной, которая впоследствии не простила Баскину женитьбы на другой и передала его письма в милицию. Находясь в заключении, Баскин руководил художественной самодеятельностью. История с арестом Баскина легла в основу сюжета рассказа Михаила Веллера «Режиссёр в эротике», вошедшего в сборник «Легенды Невского проспекта» (1993).

### Карьера после освобождения из заключения
Освободившись из заключения в июле 1964 года, Баскин был вынужден вскоре уехать в Ленинград, так как в Эстонии его не осмеливались брать на работу. Проработав в ленинградских театрах около трёх лет, в 1968 году Баскин вернулся в Эстонию, где был актёром Таллинского театра драмы им. В. Кингисеппа до 1980 года.
В 1980 году основал в Таллине театр «Студия Старого города» (эст. Vanalinnastuudio), руководителем которой являлся долгое время (закрыт в 2004 году).
В феврале 2005 года основал в столице Эстонии Театр Старого Баскина (эст. Vana Baskini Teater).

## Семья
С 1954 года Эйно Баскин был женат на актрисе Ите Эвер, от которой у него родился сын Роман, ставший эстонским актёром и режиссёром.
После Иты Эвер женой Баскина была Галина (в девичестве Дёрдина), с которой он прожил до самой её смерти. У них с Галиной в 1961 году родилась девочка Нора, которая умерла в 1964 году в возрасте трёх лет.
От третьего брака — с Малле Пярн у него в 1977 году родилась дочь Катрин (ныне актриса).
Последние годы Баскин был женат на Вере Толли-Баскин (известный в Эстонии адвокат).

## Книги Э. Баскина
- «Raudeesriide taga», Perona 1993
- «Baskini kogutud anekdoodid» (Сборник анекдотов от Баскина), Tänapäev 2004.

## Награды
- 1984 — Заслуженный деятель искусств Эстонской ССР.
- 1988 — Народный артист Эстонской ССР.
- 2001 — Орден Белой звезды III степени.
- 2010 — Знак «Герб Таллина».